# I've Seen It All
"I've Seen It All" är en låt av den isländska sångerskan Björk med text av Sjón och Lars von Trier. Låten förekommer i filmen Dancer in the Dark (2000) och finns även med på dess soundtrack, Selmasongs, i form av en duett mellan Björk och Radiohead-sångaren Thom Yorke. Låten nominerades till en Oscar i kategorin Best Original Song.
Musikvideon till låten släpptes som en del av filmen, i vilken Björk framför låten tillsammans med den svenska skådespelaren Peter Stormare.

## Låtlista
Amerikansk Promo CD (Fine Line Features; RBO347DANCER)
1. "I've Seen It All" - 6:16

Spansk Promo CD (Polydor; Björk-1)
1. "I've Seen It All" - 5:27